# Scott Kelby
Scott Kelby (1960) é um fotógrafo estadunidense, autor e editor de periódicos sobre Macintosh e software, especificamente para profissionais de design, fotógrafos e artistas.

## Biografia
Kelby é editor das revistas Photoshop User e Layers, presidente e cofundador da National Association of Photoshop Professionals (NAPP) e presidente do Kelby Media Group, uma editora e empresa de treinamento de Oldsmar, no estado da Flórida. 
Kelby é fotógrafo, designer e autor premiado de mais de 40 livros. Ele é diretor de treinamento da Adobe Photoshop Seminar Tour, conferencista da Photoshop World Conference & Expo e treina usuários de Photoshop desde 1993.
No outono de 2007, ele criou o portal Kelbytraining.com, para reunir, de forma fácil e em um só lugar, seu material de treinamento.
Em 2014, A National Association of Photoshop Professionals e o Kelbytraining.com fundiram-se numa só empresa de educação: KelbyOne.